# CosmoGirl!
CosmoGirl! is een Amerikaans tijdschrift dat voor het eerst werd uitgegeven in 1999 en is gericht op tienermeiden. Het is een spin-off van de Cosmopolitan. CosmoGirl geeft informatie over de nieuwste trends op het gebied van mode, bevat interviews en posters van beroemdheden en (aangrijpende) verhalen. Hoewel het blad uit de Verenigde Staten komt, zijn er ook edities in andere landen, waaronder Nederland, China, Hongkong en Indonesië. 
CosmoGirl! wordt uitgegeven door Hearst Corporation. In 2021 besloot het de Nederlandstalige editie stop te zetten.
In Nederland wordt ook ieder jaar een schoolspullen-lijn verkocht. Er verschijnt  ieder jaar een schoolagenda, een etui, schriften, elastomapen, etc. Daarnaast organiseert CosmoGirl! elk jaar de verkiezing van CosmoGirl! of the Year. De oplage van CosmoGirl! in 2020 bedroeg 16.444 exemplaren.